# 山形鐵道

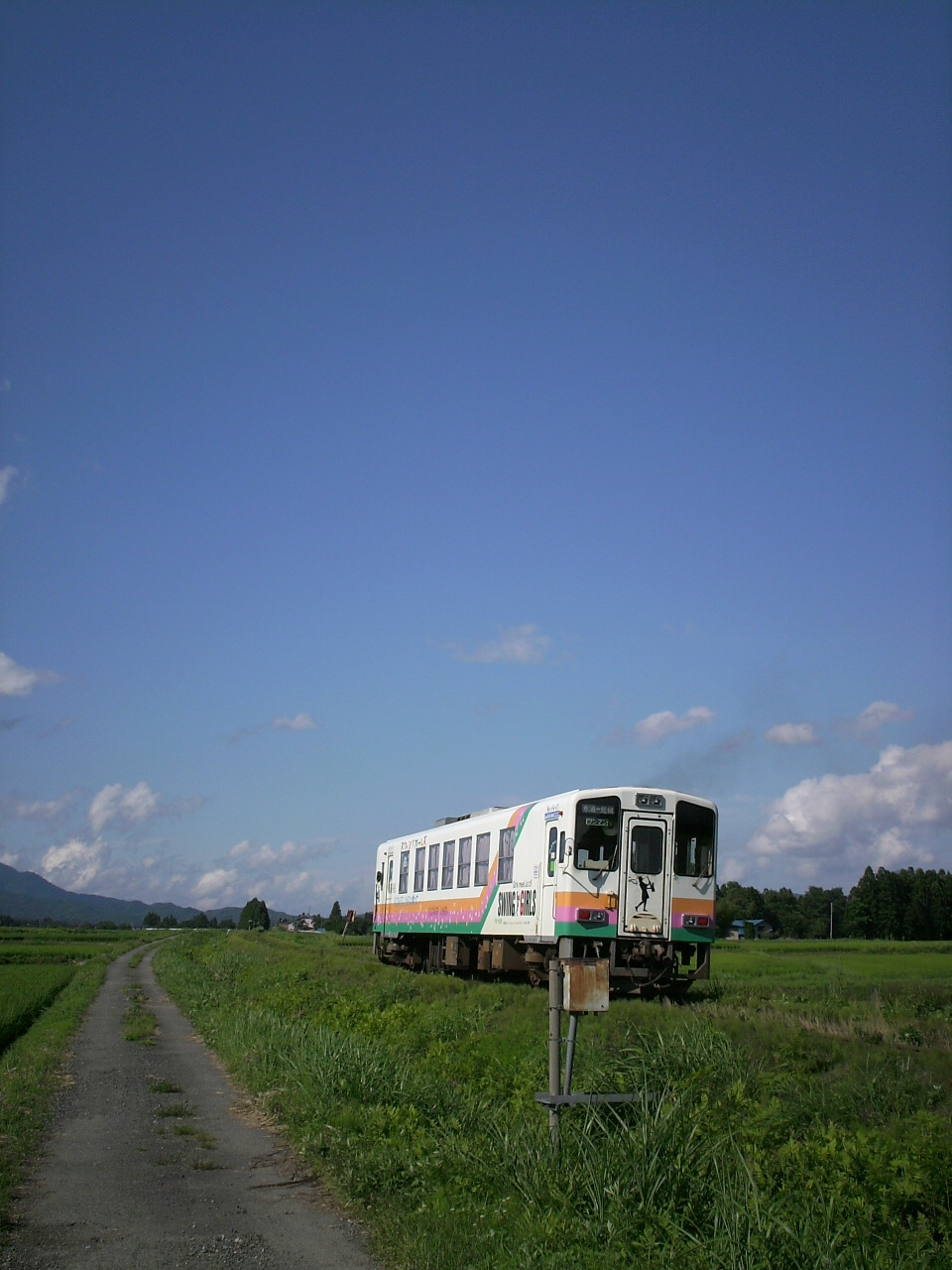
YR-880型鐵路巴士，圖中所見是繪有《搖擺女孩》紀念塗裝的YR-888號。

山形鐵道股份有限公司（日语：／ Yamagata Tetsudō */?），簡稱山形鐵道，是一家日本山形縣的第三部門鐵路公司，總部設於長井市榮町。山形鐵道是在1988年時，為了承接日本國鐵特定地方交通線長井線的經營，而由山形縣與下屬包括長井市、南陽市與白鷹町在內、長井線沿線的相關地方自治體共同出資合組，以第三部門方式經營的鐵路公司。
山形鐵道接手長井線之後，將其改名為花長井線，是一條主要用於連結山形線南部置賜地方幾個較重要市鎮的鐵路線。配合路線的名稱，山形鐵道也將旗下列車命名為「Flower Liner」（フラワーライナー），並利用沿線各市鎮的市花或町花，作為特定車輛的暱稱，例如編號883號的「鳶尾花號」（長井市市花）、編號884號的「大麗菊號」（川西町町花）等。
2004年上映的日本電影《搖擺女孩》是以山形鐵道沿線的置賜地區作為故事背景，並且帶來大量慕名而來的觀光旅客搭乘。為了作為紀念，山形鐵道特別將YR-888號改為搖擺女孩特別塗裝車。

## 路線
| 中文線名 | 日文線名 | 起點 | 終點 | 距離（公里） |
| -------- | -------- | ---- | ---- | ------------ |
| 花長井線 |          | 赤湯 | 荒砥 | 30.5         |

花長井線合共16個車站，屬第一種鐵道事業。

## 外部連結
- 山形鐵道花長井線官方網站（页面存档备份，存于）（日語）